# Salvador Bofill
Salvador Bofill (Barcelona, 1705 - ? 1776 o post.) va ser un lutier català.
Establí el seu taller al carrer d'Escudellers de Barcelona, on treballà fins al 1776. El seu estil és curiosament inspirat, igual que el de Joan Guillamí (pare), en l'escola napolitana, amb un resultat artístic de primer ordre. El treball d'en Bofill està molt ben fet, els caps perfectament tallats i les vores i les puntes ben definides. En els seus violoncels utilitzà fusta de noguera per al fons, els riscles i el mànec, i va fer servir pi avet del país per a les tapes, cosa que l'obligà en moltes ocasions a fer-les en tres peces.
Va construir altres instruments de corda i de teclat. Al Museu de la Música de Barcelona s'hi exposen dos instruments seus, un clavicèmbal i un saltiri, que són una mostra excel·lent de l'extraordinària dimensió artística d'aquest lutier.